# Sarasota, Florida
Sarasota (/ ˌsærəˈsoʊtə /) là một thành phố ở Quận Sarasota trên bờ biển phía tây nam của tiểu bang Florida, Hoa Kỳ. Khu vực này nổi tiếng bởi nền văn hóa và môi trường, bãi biển, resort và Trường Kiến trúc Sarasota. Thành phố nằm ở cuối phía nam của Khu vực Vịnh Tampa, phía bắc của Fort Myers và Punta Gorda. Giới hạn chính thức của nó bao gồm Vịnh Sarasota và một số đảo chắn giữa vịnh và Vịnh Mexico. Theo Cục Thống kê dân số Hoa Kỳ thì vào năm 2013, Sarasota có dân số 53.326 người. Sarasota là một thành phố chính của khu vực đô thị Sarasota, và là thủ phủ của Quận Sarasota.
Những hòn đảo tách Vịnh Sarasota từ vịnh gần thành phố bao gồm Lido Key và Siesta Key, nổi tiếng trên toàn thế giới về chất lượng của những bãi biển đầy cát của những nơi này. Những hòn đảo được bao gồm trong ranh giới của Sarasota là Lido Key, St Armands Key, Otter Key, Coon Key, Bird Key, và một phần của Siesta Key. Trước đây, Siesta Key được đặt tên là Sarasota Key. Tại một thời điểm, nó và tất cả Longboat Key đã được coi là một phần của Sarasota.
Các giới hạn thành phố đã mở rộng đáng kể với cơn sốt bất động sản của những năm đầu thế kỷ XX, đạt gần 70 dặm vuông (180 km2). Sự bùng nổ đầu cơ điên cuồng bắt đầu sụp đổ vào năm 1926 và sau đó, giới hạn thành phố bắt đầu thu lại, thu hẹp xuống dưới một phần tư diện tích trước đó.

## Địa lý và khí hậu
Theo Cục Thống kê Dân số Hoa Kỳ, thành phố có tổng diện tích là 25,9 dặm vuông (67 km2), trong đó 14,9 sq mi (38,6 km2) là đất và 11,0 sq mi (28 km2) là nước. Sarasota có khí hậu cận nhiệt đới ẩm, gần với khí hậu nhiệt đới hoang dã, với mùa hè nóng ẩm, và mùa đông ấm áp, khô ráo. Có mùa mưa và mùa khô rõ rệt, mùa mưa kéo dài từ tháng 6 đến tháng 9 và mùa khô từ tháng 10 đến tháng 5. Lần đóng băng chính thức gần đây nhất tại Sarasota diễn ra vào ngày 4 và 5 tháng 1 năm 2012, khi nhiệt độ giảm xuống 32 độ F (0 độ C) tại Sân bay quốc tế Sarasota-Bradenton, tuy nhiên  điều này chỉ xảy ra ở Sarasota trung bình ít hơn một lần mỗi năm.

## Dân cư
Theo điều tra dân số năm 2000, ở đây có 52.715 người, 23.427 hộ gia đình và 12.064 gia đình sống trong thành phố. Mật độ dân số là 3.539,8 mỗi dặm vuông (1.366,9 / km²). Có 26.898 đơn vị nhà ở với mật độ trung bình là 1.806.2 mỗi dặm vuông (697.5 / km²). Tỷ lệ chủng tộc của thành phố là 76,91% người da trắng, 16,02% người Mỹ gốc Phi, 0,35% người Mỹ bản xứ, 1,02% người châu Á, 0,05% người Thái Bình Dương, 3,74% từ các chủng tộc khác và 1,91% từ hai hoặc nhiều chủng tộc. Người gốc Tây Ban Nha hay La tinh của bất kỳ chủng tộc nào chiếm 11,92% dân số.
Có 23.427 hộ, trong đó 19,7% có trẻ em dưới 18 tuổi sống chung với gia đình, 35,3% là cặp vợ chồng chung sống với nhau, 12,3% phụ nữ đơn thân và 48,5% không phải là gia đình. 38,3% hộ gia đình được tạo thành từ các cá nhân và 16,3% có người sống một mình 65 tuổi trở lên. Quy mô hộ trung bình là 2,12 và quy mô gia đình trung bình là 2,81.
Trong thành phố, 18,4% dân số dưới 18 tuổi, 9,2% dao động từ 18 đến 24, 27,9% từ 25 đến 44, 22,5% từ 45 đến 64, và 22,0% là 65 tuổi trở lên. Độ tuổi trung bình là 41 tuổi. Cứ 100 nữ giới thì có 94,6 nam giới. Cứ 100 nữ từ 18 tuổi trở lên, có 92,8 nam giới.
Thu nhập bình quân đầu người cho cư dân của thành phố là $ 23,197. Phụ nữ có thu nhập trung bình là $ 23,510 so với $ 26,604 cho nam giới. Thu nhập trung bình cho một hộ gia đình trong thành phố là $ 34,077 và thu nhập trung bình cho một gia đình là $ 40,398. Khoảng 12,4% gia đình và 16,7% dân số sống dưới mức nghèo khổ, trong đó có 28,5% những người dưới 18 tuổi và 7,7% những người từ 65 tuổi trở lên.
Thu nhập trung bình của các hộ gia đình ở Sarasota County là $ 49,030. Sáu mươi ba phần trăm số hộ gia đình nhận được thu nhập và 28 phần trăm đã nhận được tiền hưu trí không phải là tiền An Sinh Xã Hội. Bốn mươi lăm phần trăm số hộ gia đình nhận được An Sinh Xã Hội. Thu nhập trung bình từ An Sinh Xã Hội là $ 16,654. Các nguồn thu nhập này không loại trừ lẫn nhau; một số hộ gia đình đã nhận được thu nhập từ nhiều nguồn.
Trong năm 2010, Sarasota có dân số 51.917 người. Thành phần chủng tộc và sắc tộc của dân số là 65,6% người Mỹ gốc Phi, 15,1% người da đen hoặc người Mỹ gốc Phi, 0,4% người Mỹ bản xứ, 0,3% người Ấn Độ gốc Châu Á, 1,0% người châu Á khác, 0,2% người Mỹ gốc Tây Ban Nha, 2.3% là hai hoặc nhiều chủng tộc và 16,6% gốc Tây Ban Nha hoặc La tinh.